# 国民議会 (ウズベキスタン)
国民議会（こくみんぎかい、ウズベク語: Oliy Majlis, アリー・マジュリス、最高会議とも呼ばれる）は、ウズベキスタンの立法府である。

## 概要
アリーはウズベク語で「国」を表す単語であり、マジュリスはアラビア語で議会を表す語に由来している。
国民議会は1995年にソビエト連邦の最高会議を引き継いで設立された。創設当初は一院制だったが、2005年1月に二院制へと変更された。
「立法議会」と呼ばれる下院の定数は150名で、各地域の選挙区の選挙により選出される。上院の定数は100名で、84名が地方と首都タシュケント、カラカルパクスタン共和国から選出され、残り16名はウズベキスタンの大統領により指名される。
上院、下院ともに任期は5年である。

## 議長
議会設立後最初の10年間 (1995年2月-2005年1月) は、ソビエト連邦の最高会議において1993年から1995年まで議長を務めたエルキン・ハリロフが一院制議会の議長を務めていた。2005年以降は上院、下院ともに独自に議長を選出している。

### 下院議長
- エルキン・ハリロフ 2005年1月27日 - 2008年1月23日
- ディララム・タシュムハメドヴァ（英語版） 2008年1月23日 - 2015年1月12日[3]
- ヌーリッディーンジョン・イスマイロフ（英語版） 2015年1月12日 - [4]

### 上院議長
- ムラート・シャリーフホジャエフ（英語版） 2005年1月27日 - 2006年2月24日
- イルギザル・サビロフ（英語版） 2006年2月24日 - 2015年1月22日[5]
- ニグマティラ・ユルダシェフ（英語版） 2015年1月22日 - 2019年6月21日[6]
- タンジラ・ノルバエヴァ（英語版） 2019年6月21日 - [7]